# Pyrrhoneura samoënsis
Pyrrhoneura samoënsis är en insektsart som beskrevs av Frederick Arthur Godfrey Muir 1927. Pyrrhoneura samoënsis ingår i släktet Pyrrhoneura och familjen Derbidae. Inga underarter finns listade i Catalogue of Life.